# إغناطيوس موسى الأول داود
إغناطيوس موسى باسيلي الأول داود (أو موسى داود) (بالسريانية: ܐܝܓܢܐܛܝܘܣ ܡܘܫܐ ܩܕܡܝܐ ܕܐܘܕ) (18 سبتمبر 1930 - 7 أبريل 2012) هو بطريرك فخري أنطاكي سابق للكنيسة السريانية الكاثوليكية، وهو أسقف الكاردينال (لأنه كان بطريركًا شرقيًا يرتقي إلى الكاردينال)، ومديرًا فخريًا لجماعة الكنائس الشرقية في الكنيسة الكاثوليكية.

## سيرة شخصية
ولد في مسكنة، سوريا، في 18 سبتمبر 1930، رُسم كاهناً في 17 أكتوبر 1954. حصل على شهادة البكالوريوس في القانون الكنسي في جامعة لاتيرا في روما. في 18 سبتمبر 1977، من ثم عيّنه البطريرك إغناطيوس أنطوني الثاني حايك أسقف القاهرة. في عام 1994 عُيّن رئيس أساقفة حمص للسريان الكاثوليك.
ثم انتخب رئيس الأساقفة موسى داود بطريرك أنطاكية للكنيسة السريانية الكاثوليكية في 13 أكتوبر 1998. تم تأكيده من قِبَل بطريرك أنطاكية من قبل البابا يوحنا بولس الثاني في 20 أكتوبر 1998، وتوج بطريرك أنطاكية في 25 أكتوبر 1998. حسب العرف، أضاف اسم إغناطيوس إلى اسمه، وتكريماً للقديس إغناطيوس الأنطاكي. تقاعد من البطريركية في 8 يناير 2001، بعد فترة وجيزة من تعيينه رئيساً لمجمع الكنائس الشرقية، التي تتعامل مع علاقات الفاتيكان مع كنائس شعيرة الشرقية في شركة مع روما، من قِبل البابا يوحنا بولس الثاني، في 25 نوفمبر 2000.
أُعلن موسى داود كاردينال من قبل البابا يوحنا بولس في كنيسي من 21 فبراير 2001. كان واحدا من الناخبين الكاردينال الذين شاركوا في انتخاب البابا 2005 الذي انتخب البابا بندكت السادس عشر. في 9 يونيو 2007، استقال البطريرك الأميريوس إغناطيوس موسى من منصبه كمسؤول عن مجمع الكنائس الشرقية.
حتى عيد ميلاده الثمانين، عندما يفقد جميع الكرادلة والأساقفة بشكل تلقائي مشاركاتهم وعضويات كوريال، كان عضوًا في المجامع التالية:
- مجمع العقيدة والإيمان
- مجمع أسباب القديسين.
- المجلس البابوي لتعزيز الوحدة المسيحية.
- المجلس البابوي لتفسير النصوص التشريعية.
- المجلس الخاص للبنان الامانة العامة لسينودس الأساقفة.

عندما بلغ من العمر 80 عامًا في 18 سبتمبر 2010، فقد أيضًا حق التصويت في المرافعات البابوية في المستقبل.
توفي في 7 أبريل 2012 في روما. أُقيم قداس الجنازة في بالطقوس الرومانية في 10 نيسان 2012، في كاتدرائية القديس بطرس في الفاتيكان، مع عميد كلية الكرادلة المقدس، ومع أمين الكاردينال السابق انجيلو سودانو، كما الكاهن الرئيسي. ثم نُقل جثمان الكاردينال داود جواً إلى بيروت ومع طقوس سريانية دُفن مع بطاركة أنطاكية آخرين في الشارفة، حريصا، لبنان في 16 أبريل 2012. في عظته، قال الكاردينال سودانو إنه زار البطريرك المريض قبل بضعة أيام من وفاته بسبب مضاعفات ناتجة عن سكتة. وقال إن الكاردينال داود أخبره أنه «يعرض على ربه معاناته من أجل خير الكنيسة المقدسة وقبل كل شيء من أجل وحدة كل المسيحيين». في رسالة إلى البطريرك السرياني الأنطاكي الحالي، إغناطيوس يوسف الثالث يونان، دعا البابا بندكت السادس عشر البطريرك الكاردينال «راعي مخلص كرّس نفسه بالإيمان والكرم لخدمة شعب الله». ومضى يقول: «هذه الأيام، عندما نحتفل بقيامة الرب»، كان يقدم صلاة خاصة «لشعوب المنطقة الذين يعيشون في أوقات صعبة».

## التكريم
- السيد الأكبر من وسام القديس إغناطيوس الأنطاكي.

## وصلات خارجية
- السيرة الذاتية على catholic-pages.com
- السيرة الذاتية في الصفحة الكاردينال الرومانية المقدسة